# Hoberg & Driesch
Die Hoberg & Driesch Röhrengruppe ist ein Düsseldorfer Großhandelsunternehmen für Stahlrohre. Die Unternehmensgruppe ist heute einer der größten, lagerhaltenden Stahlrohrhändler Europas für nahtlose und geschweißte Stahlrohre und beliefert insbesondere die Branchen des Maschinen- und Stahlbaus sowie den Energiesektor und Automotivebereich. Die Unternehmensschwerpunkte liegen im Handel, der Lagerung und Veredelung von Stahlrohrprodukten. Zudem werden Anarbeitungsmöglichkeiten, diverse Serviceleistungen sowie Logistiklösungen angeboten.

## Geschichte
1948 gründeten Peter Hoberg und Toni Driesch einen Handel mit Stahlrohren. Über generisches Wachstum und Unternehmenskäufe wuchs die Röhrengruppe auf die heutige Größe.

## Unternehmensstruktur / Tochterunternehmen
Durch die Neuorganisation der Hoberg & Driesch GmbH & Co. KG im Jahr 2018 besteht der Hoberg & Driesch Röhrengroßhandel seit Anfang 2019 aus drei Gesellschaften:
- Hoberg & Driesch GmbH & Co. KG: Holding der Unternehmensgruppe mit Sitz in Düsseldorf
- Hoberg & Driesch Röhrenhandel GmbH: Vertriebsbereich mit Standorten in Düsseldorf, Hamburg, Bad Vilbel, Kornwestheim, München, Dresden und der Türkei
- Hoberg & Driesch Logistik GmbH: Bereich Einkauf und Logistik mit dem Zentraleinkauf in Düsseldorf sowie den Lagerstandorten in Düsseldorf, Kornwestheim.

Tochtergesellschaften sind:
- Pouchard Tubes & Barres in Mitry Mory
- Hoberg & Driesch Finland OY
- Hoberg & Driesch Sweden AB
- Hoberg & Driesch South East Europe d.o.o in Cacak, Serbien
- Rohr- und Stahlhandel Jung & Co. GmbH in Kamp-Lintfort
- MUT Tubes s.r.o. in Prag
- Hoberg & Driesch Processing GmbH in Wesseling
- MUT Automotive s.r.o. in Prag